# Куликовских, Нина Германовна
Нина Германовна Куликовских (род. 5 февраля 1961, Вязьма, Смоленская область) — российский политик, член Совета Федерации (2020 —  2023).

## Биография
Родилась 5 февраля 1961 года в Вязьме. В 1978 году начала работать воспитателем детского сада, в следующем году перешла на комсомольскую работу и к 1986 году являлась секретарём Вяземского городского комитета ВЛКСМ. В 1986 году окончила Смоленский государственный педагогический институт имени Карла Маркса и до 1996 года работала в средних учебных заведениях, с 1997 года занимала различные должности в Комитете по делам молодёжи администрации Смоленской области, возглавляла Смоленскую областную общественную организацию «Поисковое объединение „Долг“».
В 2013 году избрана в Смоленскую областную думу.
18 сентября 2020 года переизбранный на новый срок губернатор Смоленской области Алексей Островский назначил Нину Куликовских сенатором от исполнительного органа государственной власти региона.
Из-за поддержки нарушения территориальной целостности Украины во время российско-украинской войны находится под персональными международными санкциями  Евросоюза, США, Великобритании и ряда других стран.